# 신형민
신형민(辛炯旼, 1986년 7월 18일 ~ )은 대한민국의 축구 선수로 포지션은 수비형 미드필더다.

## 개요
서울오류초등학교, 영서중학교, 수도전기공업고등학교를 거쳐 홍익대학교를 중퇴하였다. 별다른 취미 생활이 없어 '재미 없게 사는 선수'라는 별명이 붙었다.

## 클럽 경력
2008년, 포항 스틸러스에 드래프트 1순위로 지명되며 입단하였다. 첫 해 좋은 활약을 펼치며 신인상 경쟁을 펼쳤지만, 이승렬에 밀려 수상하지 못하였다. 데뷔 시즌 이후에도 꾸준히 주전 미드필더로 활약하였으며 2010년엔 사우디아라비아의 프로팀 알아흘리의 임대 이적 제안을 받기도 하였다. 2012년엔 광저우 부리의 감독이자 전 포항 감독 세르지우 파리아스의 러브콜을 받았으나 성사되지 못하였다.
2012년 8월, 당초 이용래를 영입하려던 알자지라가 신형민으로 영입 방향을 급선회하여 러브콜을 보낸 후 알자지라로 이적하게 되었다.
2014년 6월, 전북 현대 모터스로 이적하여 2014 K리그 클래식 우승에 기여하였다. 2014 시즌 종료 후 군 복무를 위해 경찰청에 입대하여 21개월 간 병역 의무를 이행하였다. 2016년 9월 전역하였고 원 소속 팀 전북으로 복귀하였다.
2017시즌 전북 현대 모터스의 주장으로 임명된 후, 2019 시즌까지 전북의 리그 3연패를 이끌어냈다.
2019 시즌이 끝나고, 중국 베이징 런허의 러브콜을 받고 해외 진출을 결심했지만 코로나 19 여파로 계약이 취소되어 2020 시즌 중 전북으로 돌아와 리그 4연패와 FA컵 우승을 이끌어냈다.
2020 시즌 후, 전북과의 계약이 끝난 신형민은 2021 시즌을 앞두고 울산 현대로 이적하였다.
그 후, 울산에 합류하자마자 2020년 2월 4일에 열린 FIFA 클럽 월드컵 경기에 출전하여 울산 데뷔전을 치렀다.
2021 시즌을 앞두고, 원두재와 팀의 부주장으로 선임되었다.
2022 시즌을 앞두고 이청용과 함께 팀의 주장으로 다시한번 선임되었다.

## 국가대표팀 경력
네덜란드에서 개최된 2005년 FIFA 세계 청소년 축구 선수권 대회에 참가한 대한민국 U-20 축구 국가대표팀의 일원으로 참가했다. 2010년 1월, 핀란드와의 친선경기에서 성인 국가대표팀에 데뷔하였다. 2010년 FIFA 월드컵 30인 예비 엔트리에 포함되었으나, 결국 이근호, 구자철과 함께 최종 엔트리에 들지 못해 월드컵 참가가 불발되었다.

## 경력 목록

### 클럽 경력
- 2008년 ~ 2012년 포항 스틸러스
- 2012년 ~ 2014년 알자지라 클럽
- 2014년 ~ 2019년 전북 현대 모터스
- 2015년 ~ 2016년 안산 경찰청 축구단 (군복무)
- 2020년 전북 현대 모터스
- 2021년 ~ 2022년 울산 현대 축구단
- 2023년 천안 시티 FC

## 수상 내역

### 클럽

#### 포항 스틸러스
- FA컵 우승 1회 (2008년)
- 피스컵 코리아 우승 1회 (2009년)
- AFC 챔피언스리그 우승 1회 (2009년)

#### 전북 현대 모터스
- K리그1 우승 5회 (2014년, 2017년, 2018년, 2019년, 2020년)
- FA컵 우승 1회 (2020년)

#### 울산 현대 축구단
- K리그1 우승 1회 (2022년)